# پلیور کریسمسی
پلیور کریسمسی (به انگلیسی: Christmas jumper) که به اسم ژاکت کریسمسی یا ژاکت زشت کریسمسی نیز شناخته می‌شود؛ پلیوری با طرح کریسمس یا زمستان است که در فصل کریسمس پوشیده می‌شود.